# Polarity
Polarity (englisch für Polarität) ist eine alternativmedizinische Therapie mit unscharfer Definition. Es handelte sich ursprünglich um eine Mischung aus der Cranio-Sacral-Therapie und Motiven des Ayurveda, erdacht von dem österreichischen Osteopathen Rudolf Bautsch (1890–1981), der als Kind in die USA einwanderte und sich dort Randolph Stone nannte. Stone setzte Handauflegen ein, um eine angenommene „Lebensenergie“ zu beeinflussen und damit seelische und geistige „Blockaden“ oder Probleme zu lösen. Heutige Heilpraktiker ergänzen das mit einer Vielzahl anderer Methoden. 
Die Bezeichnung bezieht sich darauf, dass diese „Lebensenergie“ angeblich zwischen „Polen“ hin- und herfließe. Außerdem soll die Anwendung Polaritäten wie Aktivität/Passivität harmonisieren, um ein ausgewogenes und gesundes Leben zu erreichen. Wissenschaftliche Studien oder Wirkungsnachweise liegen nicht vor. In der Schweiz ist die Polarity-Therapie nach Stone bei einigen Krankenkassen in der Zusatzversicherung von Alternativmedizin eingeschlossen.  In Deutschland übernehmen die Krankenversicherungen die Kosten nicht.